# Dąbrówka (powiat łaski)
Dąbrówka – wieś w Polsce położona w województwie łódzkim, w powiecie łaskim, w gminie Buczek. Powstała w 2008 z wyłączenia ze wsi Czestków A.